# I’ll (énekes)
No Dzsonghun (hangul: 노정훈, RR: No Jeong-hun; 1994. november 13. –), művésznevén I'll (아일) dél-koreai énekes-dalszerző, aki 2017-ben debütált. Szólóelőadói tevékenysége mellett tagja a Hoppipolla (호피폴라) együttesnek, mely megnyerte a JTBC televízió Superband (슈퍼밴드) című tehetségkutató műsorát 2019-ben.

## Élete és pályafutása
No 1994-ben született, bátyja, No Minu színész és énekes. Zongora szakon tanult a bostoni Berklee College of Music egyetemen.
2017-ben jelent meg első minialbuma, a Maybe We Are, melynek producere és hangszerelője a bátyja volt. A lemez felkerült a japán Oricon slágerlistájára is. Ku he kjoul (Geu hae gyeoul) (그 해 겨울) című kislemeze 2018-ban jelent meg, melyen Juniel is közreműködött énekesként.
I'll ezen felül hozzájárult a Partners for Justice 2 című televíziós sorozat filmzenéjéhez a Poison című dallal, melyet a bátyja írt. 2019 októberében a Vagabond című televíziós sorozat Breaking Dawn című betétdalát énekelte fel.

## Diszkográfia
Minialbum
- Maybe We Are (2017)

Kislemez
- Ku he kjoul (Geu hae gyeoul) (그 해 겨울) (2018)
- You&I (너와 내가) (2020)

Filmzene
- Partners for Justice 2 OST (2019)
  - Poison
- Vagabond OST (2019)
  - Breaking Dawn